# Eupithecia venulata
Eupithecia venulata är en fjärilsart som beskrevs av W. Warren 1907. Eupithecia venulata ingår i släktet Eupithecia och familjen mätare. Inga underarter finns listade i Catalogue of Life.